# Neves (São Gonçalo)
Neves é um bairro situado em São Gonçalo, limítrofe com a cidade de Niterói, no Grande Rio. Seu nome origina-se na devoção mariana de Nossa Senhora das Neves. Localiza-se entre a Baía da Guanabara e os bairros do Barreto (em Niterói), Porto Velho, Vila Lage, Covanca e Venda da Cruz (em São Gonçalo). O bairro está a 7 minutos do Centro de Niterói e a 17 minutos do Centro de São Gonçalo. É sede do 4º Distrito, criado pela Lei Estadual nº 1.679 de 1920, e possui o maior IDH do município.

## História
Neves é o mais antigo distrito de São Gonçalo, tendo sido o ponto alto da vida econômica, social e política da cidade.
A origem do bairro remonta as terras da família Mariz e do engenho Nossa Senhora das Neves. A partir do século XIX, o porto das Neves, localizado num ponto estratégico por estar próximo as cidades de Niterói e Rio de Janeiro, promovia um escoamento facilitado de toda a produção oriunda de São Gonçalo. No local foi construído o Mercado Público Cônego Goulart, criado para atender à demanda de mercadorias de diversos setores. Porém o grande volume de peixe trazido de todo o litoral gonçalense e revendido no mercado fazia com que o mesmo parecesse um local exclusivo de venda de peixes.
Surgido de enormes fazendas localizadas à beira-mar, o bairro observou um intenso crescimento a partir do início do século XX. Na Avenida Paiva, os terrenos fizeram parte de uma fazenda que se estendia pela orla marítima, indo até ao Porto da Vala. O dono de tal propriedade, segundo alguns, teria sido um cidadão conhecido por Chico Paiva que mais tarde veio a loteá-la, passando a administração para Joãozinho Paiva, um de seus filhos.
Toda a vida de Neves concentrava-se em torno do porto do mesmo nome, o qual se localizava justamente, no princípio da antiga Rua da Covanca, hoje Floriano Peixoto. O movimento portuário era feito através de faluas e lanchas que transportavam os produtos gonçalenses para o Rio de Janeiro. O transporte era feito por diversos modos: numa época mais remota, com o auxílio de animais e, já mais tarde, por via férrea. Não pode deixar de fazer menção aos bondes a burro, cujos animais eram trocados no Barreto. Era um transporte coletivo.

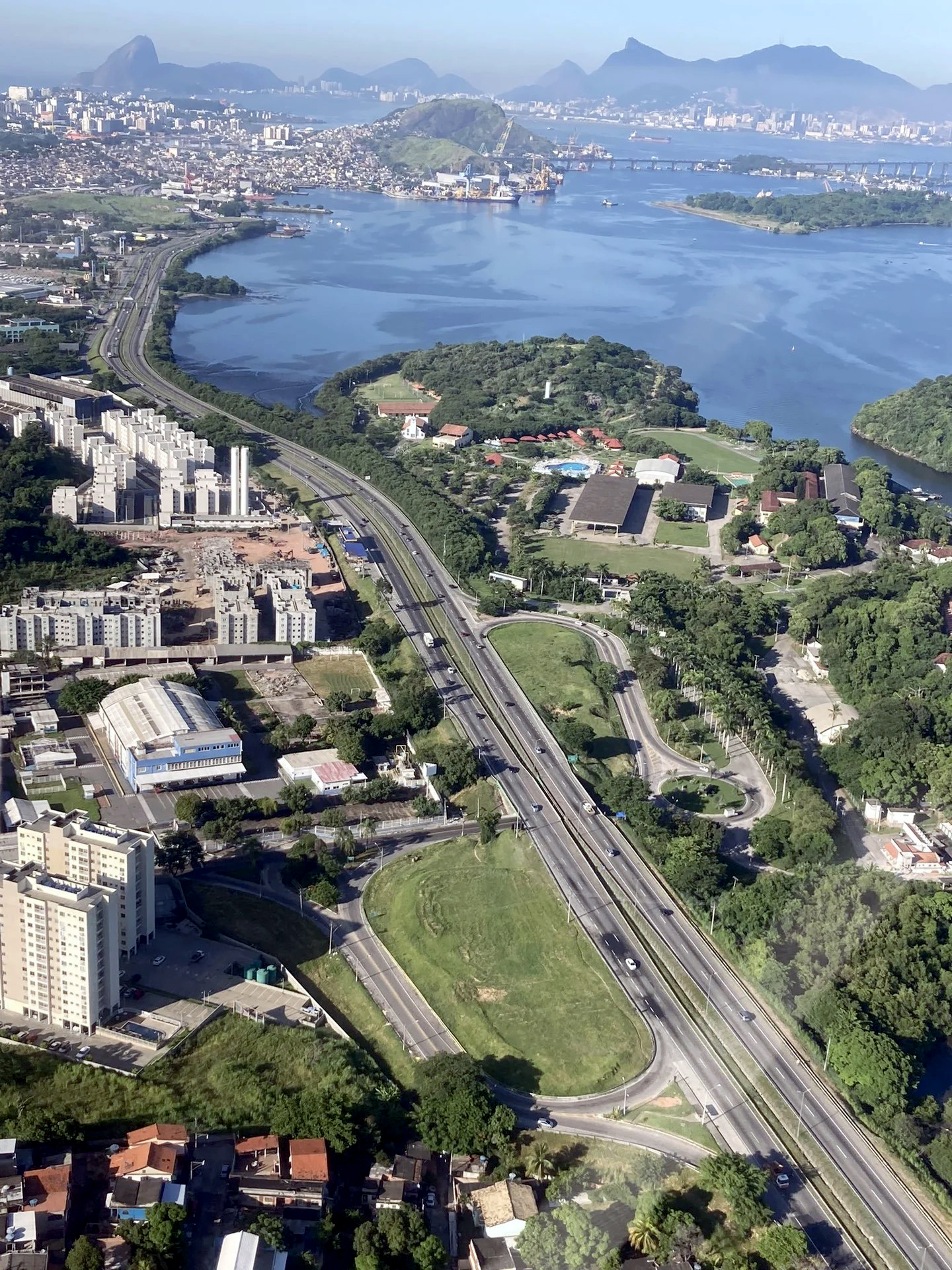
Vista área da Rodovia Niterói-Manilha (BR-101) atravessando o bairro de Neves, com o Rio de Janeiro ao fundo, em março de 2022.

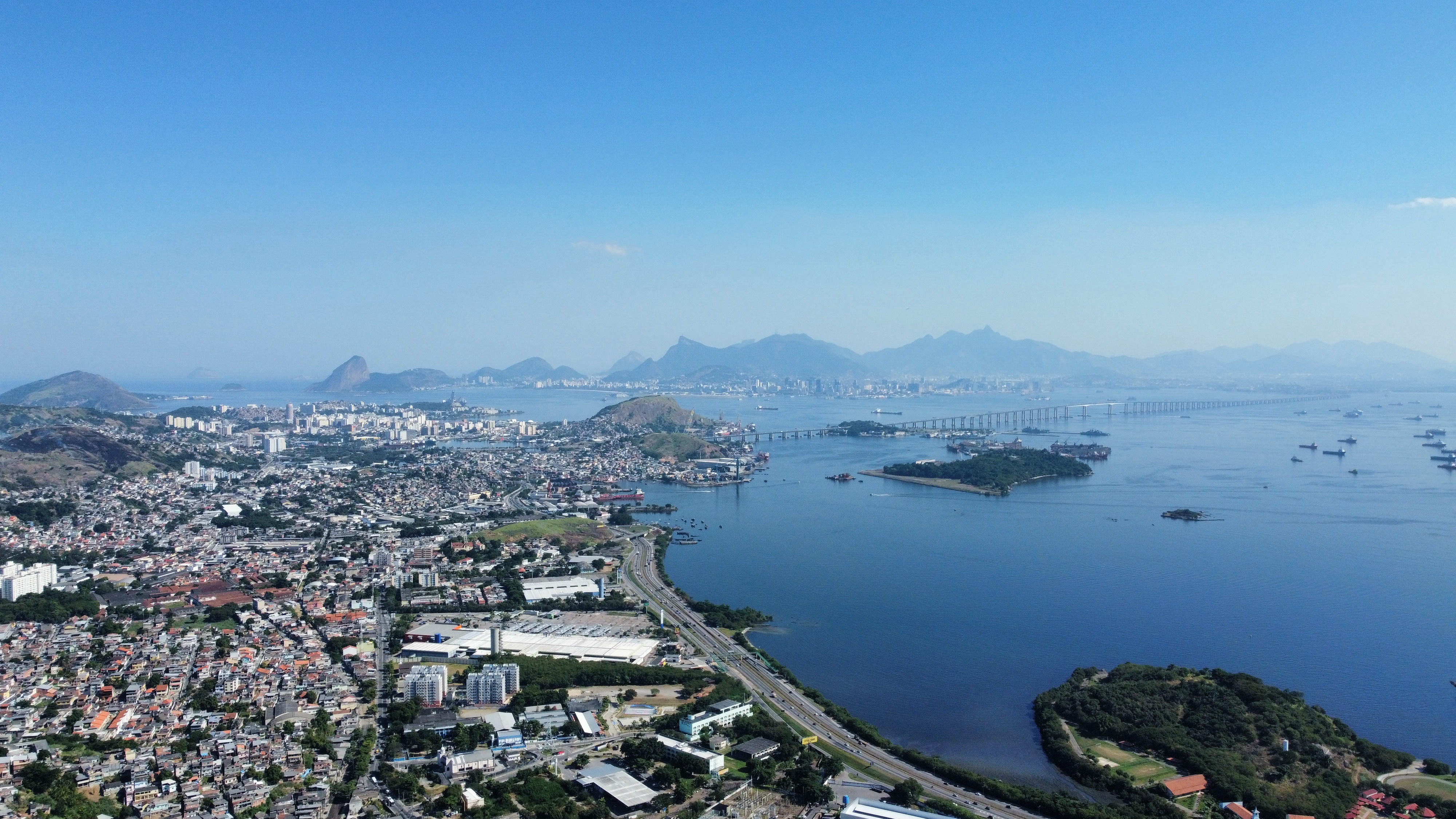
Vista do bairro Neves

A iluminação da cidade era a gás e das residências feitas a querosene ou carbureto, sendo então, utilizados os lampiões e as lamparinas. Na mesma época, já serviam ao bairro, a E. F. Leopoldina (posteriormente RFFSA) e a E. F. Maricá. Esta última, partia da Rua Oliveira Botelho indo até Cabo Frio, e os bondinhos a fogo. Compunha-se de uma máquina que conduzia dois carros que iam de Neves a São Gonçalo, estendendo-se mais tarde até o Alcântara. Com a evolução dos tempos, foi esta condução aperfeiçoada, passando a ser puxada por máquina a motor a qual veio a ser transformada no bonde elétrico. O escoamento dos produtos eram auxiliados por outros Portos que ficavam na orla periférica do Distrito: Porto da Madama, Porto da Vala, Porto do Gradim, Porto Novo, Porto da Ponte, Porto da Pedra, Porto do Velho e Porto da Lira.
Neves foi sede do 10º Batalhão, berço da Guarda Nacional, instalado à Travessa Ana Soares. Naquele tempo os altos do oficialato também eram adquiridos através desta Guarda Nacional e, posteriormente reconhecidos pelas Forças Armadas, posto que, inestimáveis serviços foram prestados a Pátria, pelos seus componentes formados pela elite da sociedade de então. Coube a este 10º Batalhão, a responsabilidade de policiar a cidade. Mais tarde, foi organizado a Polícia Civil tão operosa quanto a primeira; seus elementos foram tirados da elite e não eram remunerados. Neves também possuiu a Guarda Noturna fundada pelo Capitão Rubens Orlandini, que durante muitos anos foi o seu Comandante. A sede primeiramente foi instalada na Rua das Neves ao lado da residência do Major Quirino.

## Comércio e indústria
O comércio e a indústria constituíram o "forte", motivo de todo o esplendor desde bairro.
Os primeiros comerciantes foram dados ao comércio de tecidos. Muitos deles eram vistos a mascatear pelas ruas; outros foram prestamistas.
Antes da existência dos bares e botequins, houve as vendas de varanda; os tropeiros amarravam em frente às mesmas, os animais cansados das viagens que desde alta madrugada, vinham ao Porto das Neves. Enquanto isso faziam as compras necessárias aos seus lares. Tempo em que a carne seca era vendida a dez tostões o quilo.
Para os cereais eram usado o litro. Nesta época, o cafezinho era vendido nos quiosques, espécies de "biroscas"; também ali podiam ser comprados o pão, salame, cigarros e charutos.
Ainda na área comercial, há de ser ressaltado o Mercado de Neves, procurado por pessoas residentes em outras cidades, posto que, o pescado era vendido e até exportado para o Rio. Havia peixes de toda qualidade. O movimento era grande. Outrora o velho mercado deu lugar às instalações do LIF - Laboratório Industrial Farmacêutico, e atualmente é sede da Corregedoria da Polícia Militar do Estado do Rio de Janeiro.

### Vida social

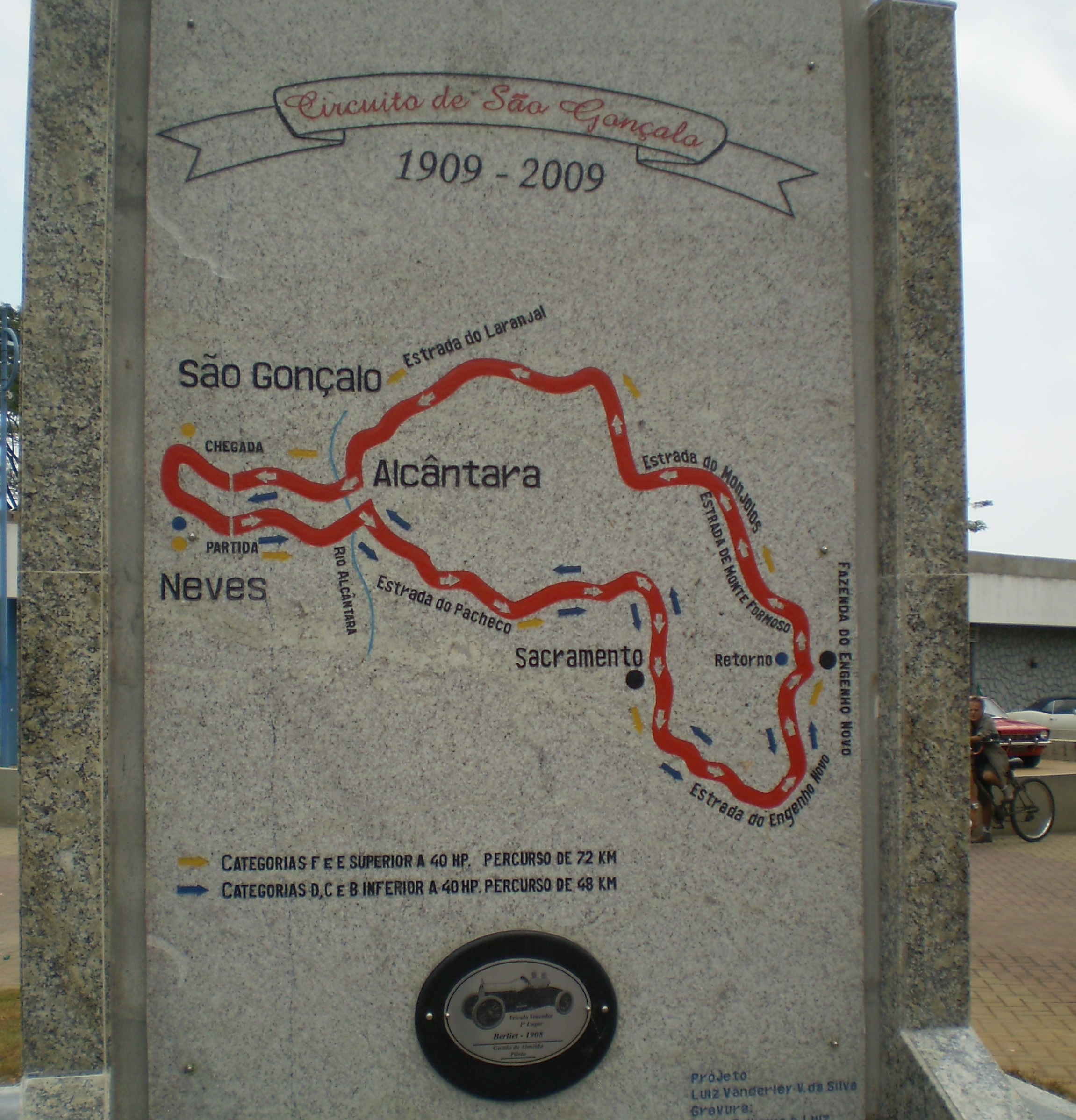
Monumento ao Centenário da Primeira Corrida Automobilística no Brasil (1909-2009).

Em 1909 ocorreu a segunda corrida oficial de automóveis do Brasil. Com a largada e chegada em Neves, ela foi vencida por Gastão de Almeida em seu Berlier de 60hp que percorreu os 72km do circuito em 1 hora e 4 minutos. Só no bairro de Neves havia três cinemas – dentre os quais destacamos o cinema Vitória, na rua Floriano Peixoto, onde hoje encontra-se uma loja chamada Serraria Vitória. O primeiro cinema do bairro teve o nome de Cassino das Neves, tornando-se depois o Cinema Neves. Enquanto se denominou Cassino das Neves, nele foram apresentadas peças teatrais com a presença de um bom público. Era um teatro amador.
A festa máxima de Neves realizava-se todos os anos em 1 de maio, no Hime. Era oferecida pela própria companhia: os festejos se iniciavam às 7 horas e só terminavam às 24 horas. Não faltavam os fogos de artifício, os balões, a fogueira, a banda de música e farta distribuição de guloseimas aos operários e respectivas famílias.

### Clubes carnavalescos
O carnaval antigo era abrilhantado por grupos fantasiados. O primeiro a surgir em Neves, o Lira de Ouro tinha sede à entrada da antiga Rua da Lira, atual Ernesto Ribeiro. Ano depois, este grupo, deu lugar a um outro denominado Netos da Lira, o qual passou a competir com os grupos Sol Brilhante, Filho das Matas e Estrela de Ouro. Os encontros destes grupos nos dias consagrados ao Rei Momo, eram bastantes agressivos. Mais tarde formaram-se os ranchos, os blocos e as sociedades.
As batalhas de confete eram realizadas em quase todas as ruas do bairro. Algumas patrocinadas pela "A Comarca" e outras, pelos negociantes e famílias. Eram festas carnavalescas que atraíam multidões.
Havia também banhos à fantasia, no Paiva e deixaram saudades.

### Outras diversões
Na Rua Dr. Oliveira Botelho ficava o Mercado São João, onde havia vários tipos de comércio como quitandas, peixarias, padarias, e o Maracanã dos Pássaros, que era a loja a mais procurada por vender vários tipos de pássaros e animais. Também em Neves houve três touradas: a primeira na mesma rua, a antiga Rua das Neves, no lugar denominada Vaca Braba. Tornavam parte toureiros estrangeiros. A segunda, se realizou justamente onde era o Cinema Neves. Apareciam toureiros estrangeiros e pegadores; também não faltavam, os forquetas. A terceira, funcionou à Rua Benjamin Constant, à moda espanhola. Tomavam parte toureiros portugueses e espanhóis. Tivera-se ainda uma outra espécie de tourada à Rua Cônego Goulart, com toureiros brasileiros e o falado "Boi na Corda", à Rua Floriano Peixoto; funcionavam aos domingos e até atraíam espectadores do Rio de Janeiro.
Nos terrenos hoje da Gerdau, havia corrida de cavalos e rinhas de galos.

### Imprensa
A imprensa sempre se constitui em defesa do progresso dos povos, como porta-voz da vontade popular. Em Neves existiram o Correio Gonçalense e a Comarca.
Passaram-se os anos e aconteceu o inesperado: enquanto o progresso tomou conta de várias regiões da cidade, Neves regrediu. Ocorreu alguma providência por parte de governantes, como o saudoso Joaquim Lavoura, que iluminou e asfaltou algumas ruas. Construiu também o Colégio Ernani Faria, que veio mudar para melhor, a paisagem do lugar. O bairro só veio a se reerguer mesmo a partir da década de 90.

## Atualmente

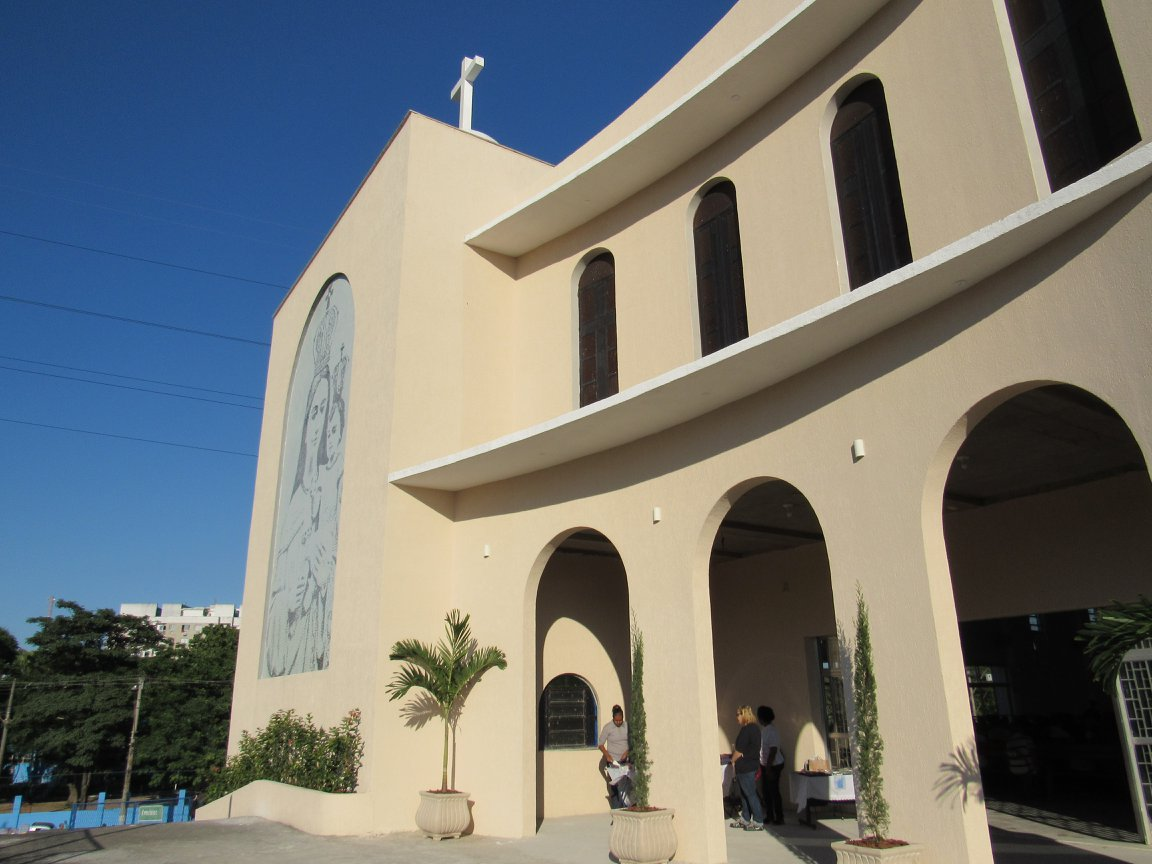
A nova fachada da Paróquia Nossa Senhora das Neves, no centro do bairro, em 2018.

Outrora conhecida entre as décadas de 1920 e 1950 como a principal representante da Manchester Fluminense, Neves tem o dia 27 de outubro de 1992 como o símbolo de seu renascimento e destaque junto a região metropolitana do Rio de Janeiro. Com o grande investimento de 15 milhões de dólares para a construção em apenas 120 dias do supermercado da rede francesa Carrefour, numa área de 98 mil metros quadrados da antiga fábrica da Fiat Lux, as margens da Rodovia Niterói-Manilha (BR-101), uma série de investimentos e intervenções urbanísticas foram promovidas na região.
O Projeto São Gonçalo 2000, em parceria entre Município e Estado revitalizou todo o bairro. As principais vias receberam novo recapeamento, as calçadas tornaram-se adequadas aos deficientes físicos com um projeto de acessibilidade pouco visto à época no Brasil. Não obstante, foram construídos a nova sede da 73ª Delegacia de Neves, dentro do projeto Delegacia Legal, o posto do Detran, além de diversas outras intervenções como a restauração e modernização do Teatro Savalla Gomes(Palhaço Carequinha), de praças, etc.
Em agosto de 2004, foi a vez da C&C, a maior rede de construção do Brasil se instalar na rua Oliveira Botelho, com uma loja de 5 mil metros quadrados.
Em março de 2008, em solenidade na Praça XV pela modernização da frota das Barcas, o ex-governador Sérgio Cabral inaugurou a barca Neves V batizada em homenagem ao bairro.
Em setembro de 2009, em comemoração aos 100 anos da primeira corrida automobilística do estado do Rio de Janeiro que se sucedeu no bairro, foi inaugurado na praça de Neves o monumento "Circuito de São Gonçalo". 
Em janeiro de 2010, foi inaugurado pelo Governo Federal, o Campus do IFRJ - Instituto Federal do Rio de Janeiro, localizado na rua da Feira, ao lado do Colégio Willy Brandt.
Em dezembro de 2010, foi inaugurado pela Marinha do Brasil, a Área Recreativa Esportiva e Social de São Gonçalo, ARES-SG, na Ilha das Flores. Compõem o espaço de 11 mil metros quadrados: piscina, churrasqueira, ginásio desportivo, salas de aula, restaurante, quiosques, salão de festas, campos de futebol, tênis e vôlei, parquinho, extenso jardim e capela.
Em 2011, novamente em parceria com o governo estadual, as principais vias de Neves foram revitalizadas. Conjuntamente, o governo municipal modificou bastante o aspecto de diversas ruas tradicionais, como a Benjamin Constant, Marechal Deodoro, Saldanha Marinho, entre outras, ao substituir a pavimentação das ruas de paralelepípedos por piso asfáltico.
No segundo semestre de 2012, instalaram-se no bairro as redes de fast-food Subway e Burger King. E também iniciaram-se as obras para a construção de um amplo espaço desportivo-cultural de 7.000 m² que se situará em frente ao IFRJ, as margens da Baía de Guanabara.